# Les Dockers de Liverpool
Pour plus de détails, voir Fiche technique et Distribution.
Les Dockers de Liverpool (The Flickering Flame) est un film britannique réalisé par Ken Loach, sorti en 1997.

## Synopsis
Septembre 1995, 500 dockers de Liverpool sont licenciés pour avoir refusé de forcer un piquet de grève. La Mersey Docks and Harbour Co, a recruté du personnel non syndiqué pour les remplacer.

## Fiche technique
- Titre : Les Dockers de Liverpool
- Titre original : The Flickering Flame
- Réalisation : Ken Loach
- Pays d'origine : Royaume-Uni
- Format : Couleurs
- Genre : Documentaire
- Date de sortie : 1997
- Durée : 50 minutes